# تپه بلیلوند
تپه بلیلوند در شهرستان خرم‌آباد، بخش مرکز ی، دهستان کرگاه شرقی، روستای بلیلوند واقع شده و این اثر در تاریخ ۲۲ اسفند ۱۳۸۵ با شمارهٔ ثبت ۱۸۱۵۱ به‌عنوان یکی از آثار ملی ایران به ثبت رسیده است.